# Sądrożyce
Sądrożyce – wieś w Polsce, położona w województwie dolnośląskim, w powiecie oleśnickim, w gminie Twardogóra.
W latach 1975–1998 wieś administracyjnie należała do województwa wrocławskiego.

## Nazwa
Heinrich Adamy zalicza nazwę miejscowości do grupy nazw patronomicznych, która pochodzi od polskiego szlacheckiego nazwiska Sandrecki wywodząc się od założycieli lub właścicieli wsi Sandreckich herbu Ślepowron. W swoim dziele o nazwach miejscowych na Śląsku wydanym w 1888 roku we Wrocławiu wymienia jako najstarszą zanotowaną nazwę miejscowości Sandracice podając jej znaczenie "Dorf des Sandreczky" czyli po polsku "Wieś Sandreckiego".

## Integralne części wsi
| SIMC    | Nazwa      | Rodzaj                     |
| ------- | ---------- | -------------------------- |
| 0882129 | Dąbrowa    | przysiółek wsi, do 2024 r. |
| 1004780 | Karczowina | przysiółek wsi             |